# Gebrauchsgegenstand

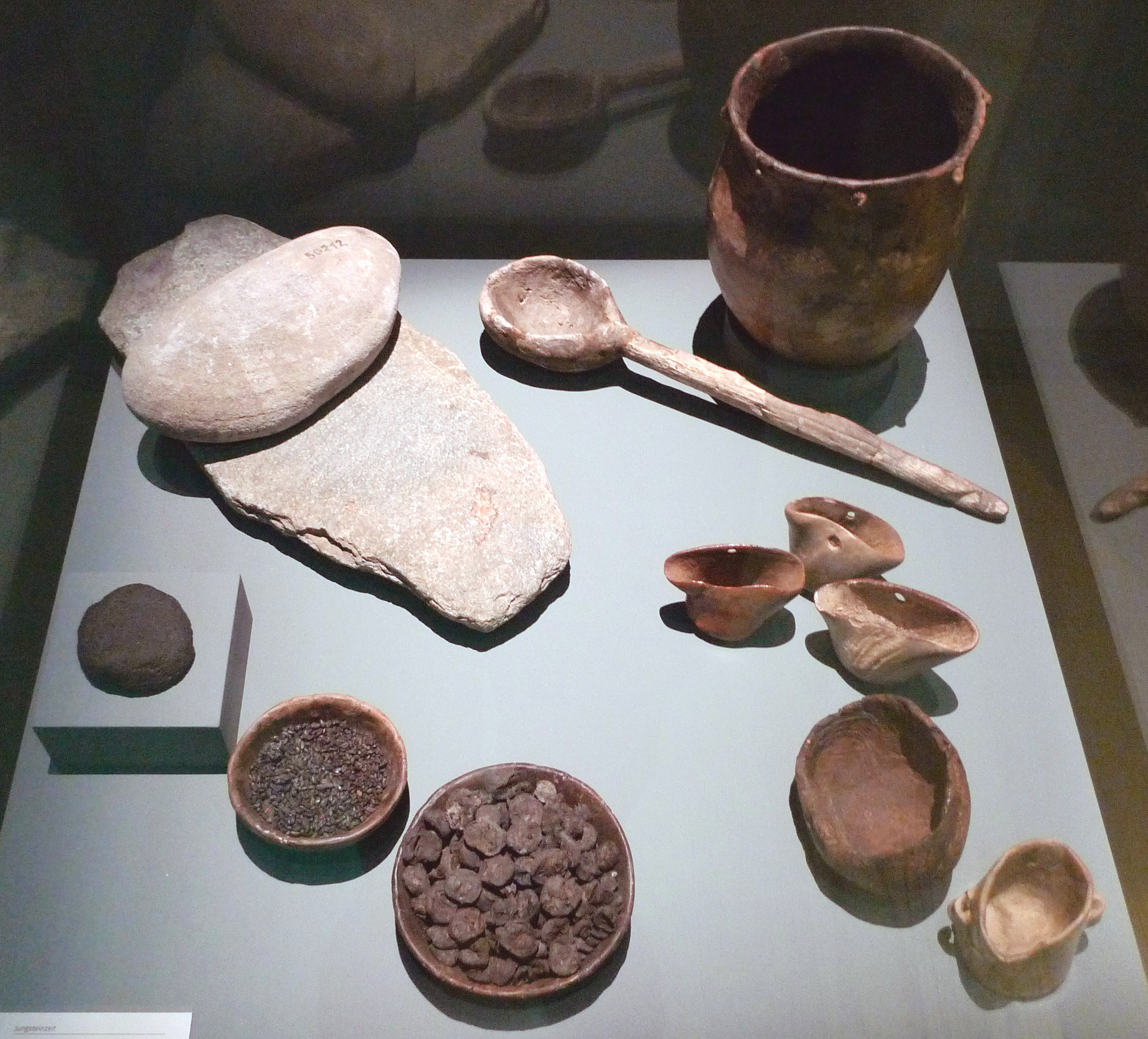
Geschirr und Küchenwerkzeuge aus der Jungsteinzeit. Werkzeuge gelten als die ältesten von Menschen benutzten Gebrauchsgegenstände.

Gebrauchsgegenstand ist ein Gegenstand, der dem wiederholten Gebrauch dient und deshalb bis zum Verlust seiner Funktionsfähigkeit genutzt werden kann. Gegensatz sind die zum Verbrauch bestimmten Konsumgüter.

## Allgemeines
Gebrauch ist jede Handlung, die mit dem Verwendungszweck eines Gegenstandes in adäquatem Ursachenzusammenhang steht. Dies erfasst sowohl die einmalige als auch die ständige Benutzung von Sachen. Die Frage des allgemeinen Gebrauchs eines Gegenstandes hängt in erster Linie von seiner praktischen Bedeutung für die Lebensführung und allgemeine Lebensbetätigung ab. Ein Gebrauchsgegenstand ist demgemäß jede bewegliche Sache, die zur Herbeiführung eines wirtschaftlichen oder technischen Nutzeffekts verwendet werden kann. Daraus ergibt sich, dass eine bestimmte Abgrenzung der zur Arbeit verwendeten Geräte von sonstigen Gebrauchsgegenständen nicht möglich ist. Er ist ein räumlich oder technisch einheitliches Gebilde, dessen Teile in einem körperlichen oder technisch-funktionellem Zusammenhang stehen. Der Gebrauchsgegenstand ist so konstruiert, dass seine wiederholte Benutzung für denselben Zweck möglich ist. Er wird durch seinen Gebrauch nicht vernichtet, sondern nur allmählich abgenutzt. 
Der Gebrauchsgegenstand ist ein Gebrauchsgut, im Gegensatz zu einem Verbrauchsgut. Er erleichtert die Arbeit, er funktioniert, er lässt sich von Wirtschaftssubjekten besitzen und benutzen. Seine abnutzungsbedingte Nachfrage und weite Verbreitung erfordern, dass er heutzutage meistens industriell in Massenproduktion hergestellt wird.
Gebrauchsgegenstände besitzen für ihre Nutzer einen Nutzwert, der auch Gebrauchswert genannt wird.

## Rechtsfragen
Der Gebrauchsgegenstand ist ein unbestimmter Rechtsbegriff im Sozialrecht und Patentrecht. 
Gebrauchsgegenstände des täglichen Lebens sind im Sozialrecht solche, die üblicherweise im normalen Privathaushalt vorhanden sind und in erster Linie für Gesunde hergestellt und von diesen benutzt werden. Mit dem letztgenannten Urteil sollen Gebrauchsgegenstände von Hilfsmitteln abgegrenzt werden, weil nur letztere gemäß § 33 Abs. 1 SGB V einen Anspruch auf Versorgung gewähren, soweit sie nämlich nicht als allgemeine Gebrauchsgegenstände des täglichen Lebens anzusehen sind. 
Die meisten weniger kostbaren Gebrauchsgegenstände gehören zu den unpfändbaren Gegenständen.
Im Patentrecht ist der Gebrauchsgegenstand ein Gegenstand, „der eine innere Gebrauchsfunktion hat, die nicht nur darin besteht, die äußere Erscheinung des Gegenstands abzubilden oder Informationen zu vermitteln.“

## Arten

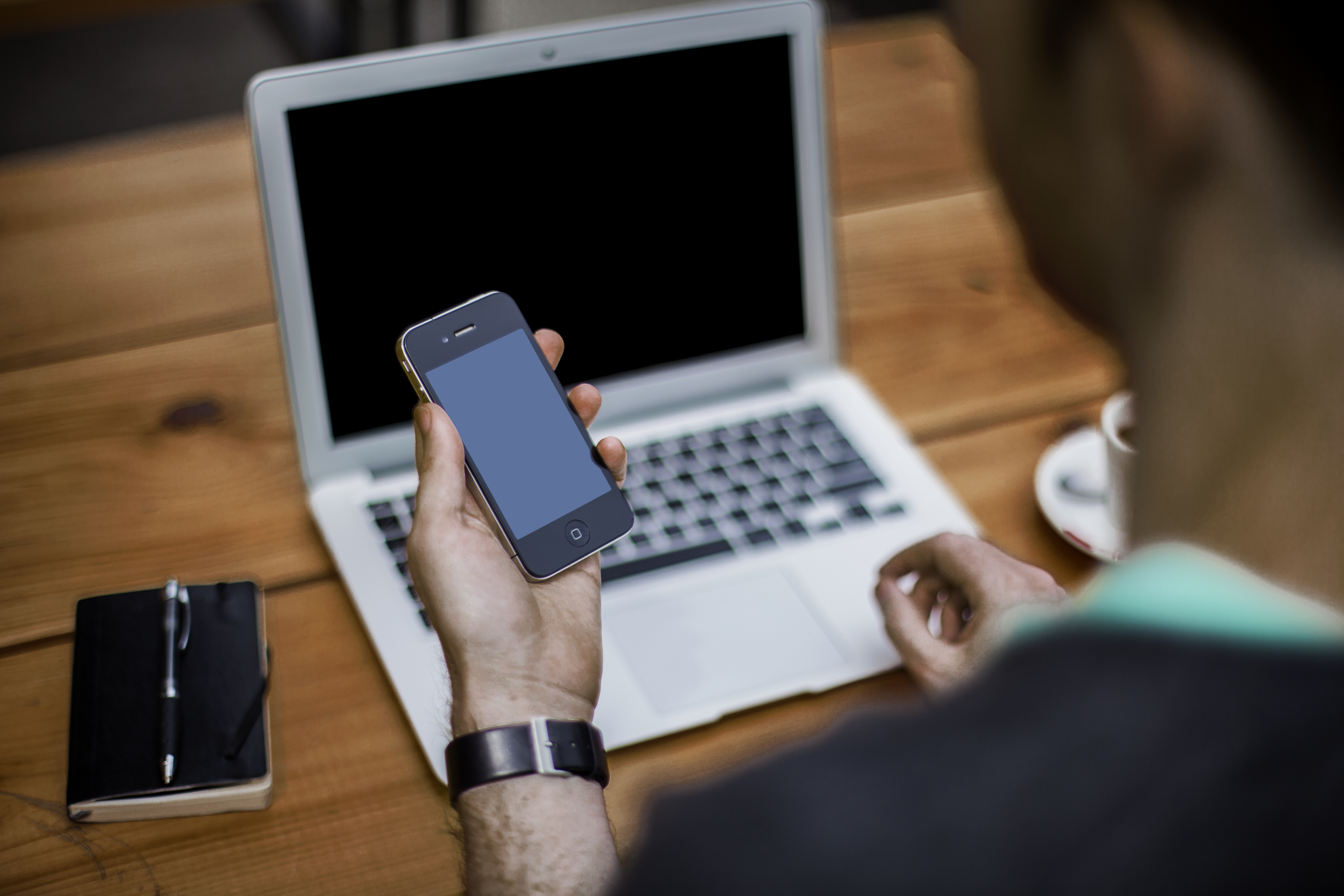
Moderne und traditionelle Gebrauchsgegenstände unterschiedlicher Art: Laptop, Smartphone, Armbanduhr, Kugelschreiber, Notizbuch, Kaffeetasse, T-Shirt, Tisch

Alle Werkzeuge, Apparate oder Maschinen sind Gebrauchsgegenstände. Werkzeuge gelten als die ersten Gebrauchsgegenstände der Zivilisation. Je nach Verwendungszweck unterscheidet man
- Haushaltsgeräte: Küchengeräte (Löffel, Messer, Kühlschrank, Waschmaschine, Fernsehgerät);
- Wohnungseinrichtung: Möbel (Tisch, Stuhl, Schrank), Luxusgüter, Spielzeug;
- Persönliche Gebrauchsgegenstände: Kleidung, Accessoire, Brille, Schmuck, Handy;
- Transportmittel: Fahrrad, Kraftfahrzeuge (Motorrad, Kraftwagen, Zugmaschine);
- Betriebs- und Geschäftsausstattung: Arbeitsmittel (Büroklammern, Büromöbel, Personal Computer), Telekommunikationsanlagen, Arbeitsgeräte.

Ein individuell gefertigter Gebrauchsgegenstand dagegen kann gegebenenfalls auch ein Kunstgegenstand sein.

## Gebrauchsüberlassung
Die Gebrauchsüberlassung spielt bei Dauerschuldverhältnissen mit Besitzübergang (Miete, Leihe, Pacht, Leasing, Franchising, Nießbrauch; aber auch Kredit mit Eigentumsübergang) eine Rolle, wobei der Eigentümer dem Mieter usw. durch Übertragung des Besitzes die Benutzung der Sache überlässt und dadurch vertraglich von einer eigenen Benutzung ausgeschlossen wird. Gegenstand eines Gebrauchsüberlassungsvertrages können somit neben beweglichen Sachen auch Rechte (Schutzrechte) oder Geld sein.